# 七五三

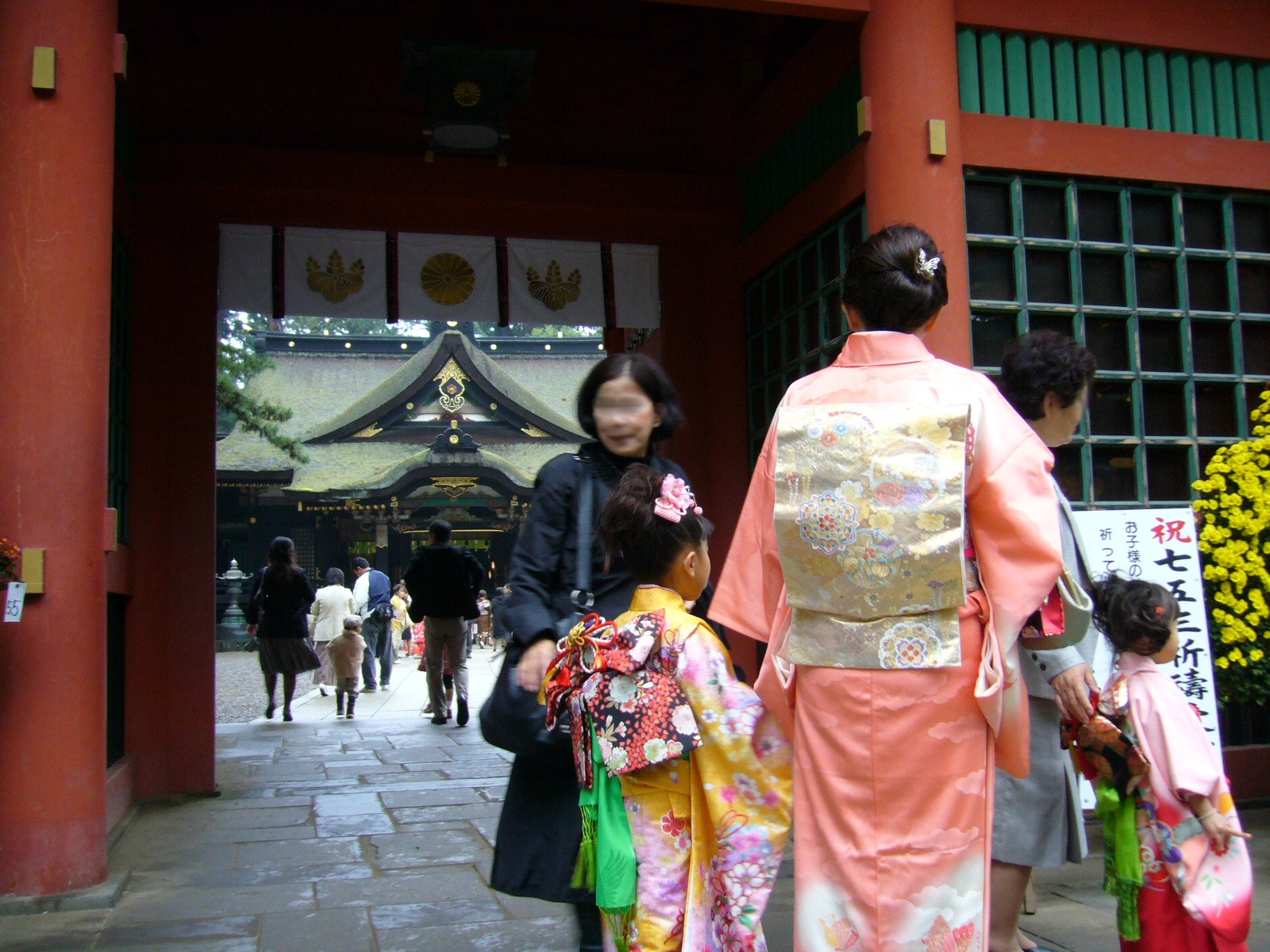
七五三時人們到神社參拜

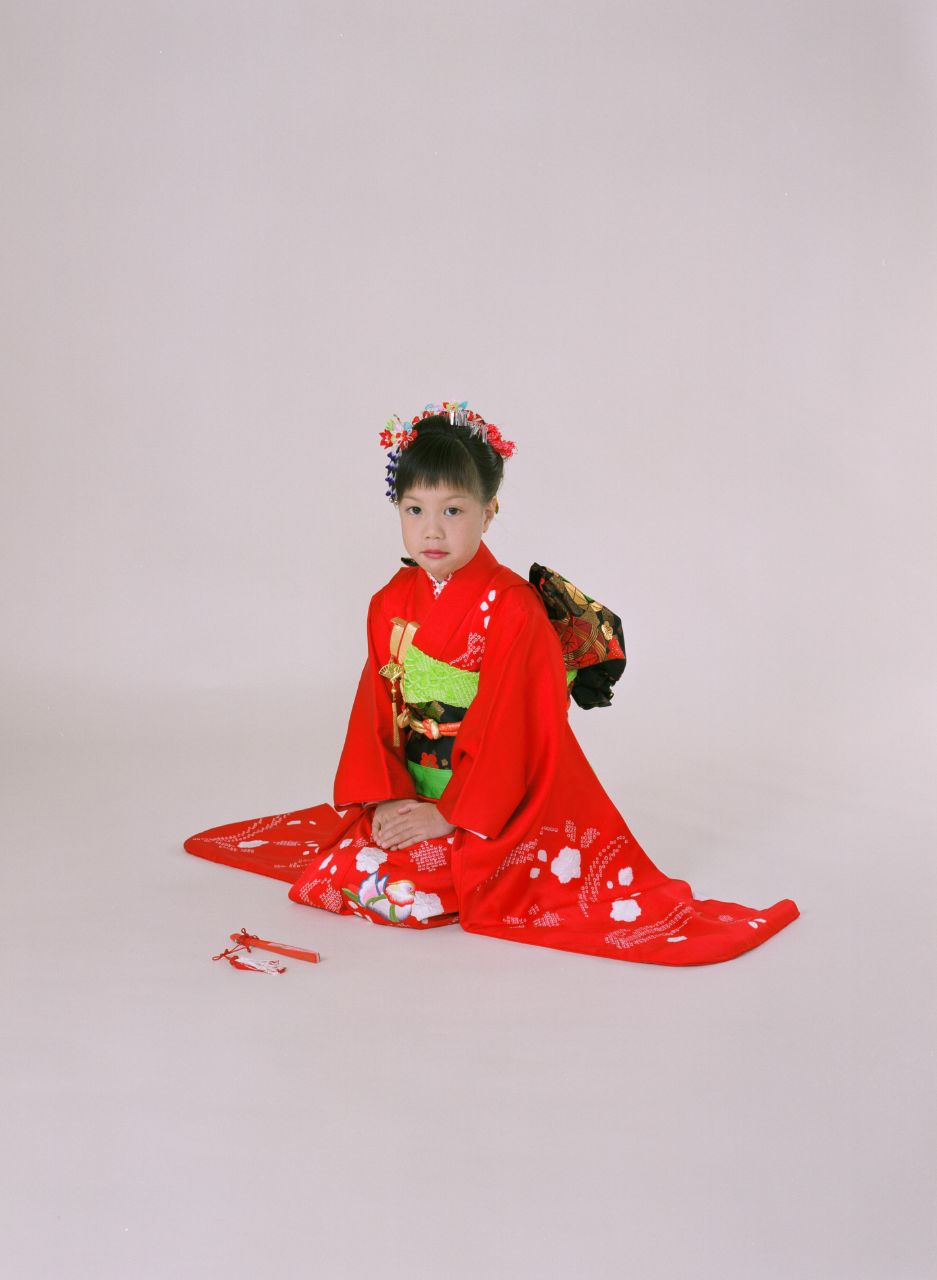
七歲的女孩

七五三（日语：／ Shichi-go-san）是日本特有節日。依神道習俗，新生兒出生後30至100天內需至神社參拜保護神，到了三歲（男女童）、五歲（男孩）、七歲（女孩）則於每年的11月15日（明治維新前是農曆十一月十五）再去神社參拜，感謝神祇保佑之恩，並祈祝兒童能健康成長。

## 內容
七五三是一般家庭到神社裡參拜、祈福的日子。從東京地區傳到關西，漸漸地，全國就開始用這個名稱。除了小朋友的年齡是節日的一個特色之外，「衣著」也是另一項重點，舉例來說，3歲女孩身著正裝振袖和服並在外邊加一件紅色被布（一種穿在外的背心型和服）；7歲女孩只穿振袖；而現代的男孩除了穿和服外也有穿西裝。由於傳統上小孩在七五三這天就是拿掉腰帶開始紮束帶的日子，所以也稱為「束帶祝賀」，同時也祝福男孩進入可以開始穿和服褲的階段。有适龄男孩子的家庭还会挂鲤鱼旗。
當天每個人都會去買符合自己歲數的糖果「千歲飴」。這種糖果有點像麥芽糖，很有延展性，而且不論從哪邊開始吃，斷面的圖案都會維持一致，象徵長壽之意。